# Prisekani ikozaeder
| Prisekani ikozaeder                     | Prisekani ikozaeder                |
| --------------------------------------- | ---------------------------------- |
| (animacija)                             |                                    |
| vrsta                                   | arhimedsko telo uniformni polieder |
| elementi                                | F = 32, E = 90, V = 60 (χ = 2)     |
| stranske ploskve na stran               | 12{5} + 20{6}                      |
| Conwayjev zapis                         | tI                                 |
| Schläflijevi simboli                    | t{3,5}                             |
| Schläflijevi simboli                    | t0,1{3,5}                          |
| Wythoffov simbol                        | 2 5 \| 3                           |
| Coxeter-Dinkinov diagram                |                                    |
| simetrija                               | Ih, H3, [5,3], (*532), red 120     |
| vrtilna grupa                           | I, [5,3]+, (532), red 60           |
| diedrski kot                            | 6-6: 138,189685º 6-5: 142,62º      |
| sklici                                  | U25, C27, W9                       |
| značilnosti                             | konveksen polpravilen              |
| obarvane stranske ploskve               | 5.6.6 (slika oglišč)               |
| pentakisni dodekaeder (dualni polieder) | mreža telesa                       |

Prisekani ikozaeder je v geometriji konveksni polieder. Je arhimedsko telo, eno od trinajstih konveksnih izogonalnih neprizmatičnih teles skonstruirano z dvema ali več vrstami pravilnih mnogokotniških stranskih ploskev.
Ima dvaintrideset pravilnih stranskih ploskev, od tega dvanajst petkotniških in dvajset šestkotniških, ter 90 robov in 60 oglišč.

## Konstrukcija
Prisekani ikozaeder se lahko konstruira iz ikozaedra tako, da se odreže 12 oglišč. To se naredi tako, da se odreže eno tretjino na vsakem od obeh koncev roba. To ustvari 12 novih petkotniških stranskih ploskev in pusti 20 prvotnih trikotniških stranskih ploskev kot pravilne šestkotnike. Tako je dolžina nastalih robov ena tretjina prvotnih robov.

## Kartezične koordinate
Kartezična koordinate oglišč prisekanega ikozaedra, ki leži v izhodišču, so sode permutacije:
(0, ±1, ±3φ)
(±2, ±(1+2φ), ±φ)
(±1, ±(2+φ), ±2φ)
kjer je φ = (1 + √5) / 2 število zlatega reza. Če se uporabi φ2 = φ + 1, se lahko prepriča, da so vsa oglišča na sferi, ki leži v izhodišču in ima kvadrat polmera enak. 

## Površina in prostornina
Površina P in prostornina V prisekanega ikozaedra z dolžino roba a sta:
{\displaystyle P=\left(20\cdot {\frac {3}{2}}{\sqrt {3}}+12\cdot {\frac {5}{4}}{\sqrt {1+2/{\sqrt {5}}}}\right)a^{2}\approx 72.607253a^{2}\!\,,}
{\displaystyle V={\frac {1}{4}}(125+43{\sqrt {5}})a^{3}\approx 55.2877308a^{3}\!\,.}

## Pravokotne projekcije
Prisekani ikozaeder ima pet posebnih pravokotnih projekcij usrediščenih na oglišče, dve vrsti robov in dve vrsti stranskih ploskev (šestkotniki in petkotniki). Zadnji dve odgovarjata Coxeterjevima ravninama A2 in H2.
| usrediščeno na        | oglišče | rob 5-6 | rob 6-6 | stransko ploskev – šestkotnik | stransko ploskev – petkotnik |
| --------------------- | ------- | ------- | ------- | ----------------------------- | ---------------------------- |
| slika                 |         |         |         |                               |                              |
| projektivna simetrija | [2]     | [2]     | [2]     | [6]                           | [10]                         |
| pentakisni dodekaeder |         |         |         |                               |                              |

## Sorodni poliedri in tlakovanja
| {5,3} | t0,1{5,3} | t1{5,3} | t0,1{3,5} | {3,5} | t0,2{5,3} | t0,1,2{5,3} | s{5,3} |
| ----- | --------- | ------- | --------- | ----- | --------- | ----------- | ------ |
|       |           |         |           |       |           |             |        |
|       |           |         |           |       |           |             |        |

| simetrija        | Sferna         | Sferna        | Sferna        | Sferna        | Ravninska      | hiperbolična... | hiperbolična... | hiperbolična... |
| simetrija        | *232 [2,3] D3h | *332 [3,3] Td | *432 [4,3] Oh | *532 [5,3] Ih | *632 [6,3] P6m | *732 [7,3]      | *832 [8,3]...   | *∞32 [∞,3]      |
| red              | 12             | 24            | 48            | 120           | ∞              | ∞               | ∞               | ∞               |
| ---------------- | -------------- | ------------- | ------------- | ------------- | -------------- | --------------- | --------------- | --------------- |
| prisekane oblike | 2.6.6          | 3.6.6         | 4.6.6         | 5.6.6         | 6.6.6          | 7.6.6           | 8.6.6           | 3.4.∞.4         |
| Coxeter Schläfli | t0,1{3,2}      | t0,1{3,3}     | t0,1{3,4}     | t0,1{3,5}     | t0,1{3,6}      | t0,1{3,7}       | t0,1{3,8}       | t0,1{3,∞}       |
| n-kisne oblike   | V2.6.6         | V3.6.6        | V4.6.6        | V5.6.6        | V6.6.6         | V7.6.6          |                 |                 |
| Coxeter          |                |               |               |               |                |                 |                 |                 |

| Neuniformni prisekan ikozaeder 2 5 \| 3 | U37 2 5/2 \| 5 | U61 5/2 3 \| 5/3 | U67 5/3 3 \| 2       | U73 2 5/3 (3/2 5/4) | popolna stelacija |
| Neuniformni prisekan ikozaeder 2 5 \| 3 | U38 5/2 5 \| 2 | U44 5/3 5 \| 3   | U56 2 3 (5/4 5/2) \| |                     |                   |
| Neuniformni prisekan ikozaeder 2 5 \| 3 | U32 \| 5/2 3 3 |                  |                      |                     |                   |